# Alliste
Alliste is een gemeente in de Italiaanse provincie Lecce (regio Apulië) en telt 6754 inwoners (31-12-2011). De oppervlakte bedraagt 23,5 km², de bevolkingsdichtheid is 278 inwoners per km².
De volgende frazioni maken deel uit van de gemeente: Capilungo, Felline, Posto Rosso.

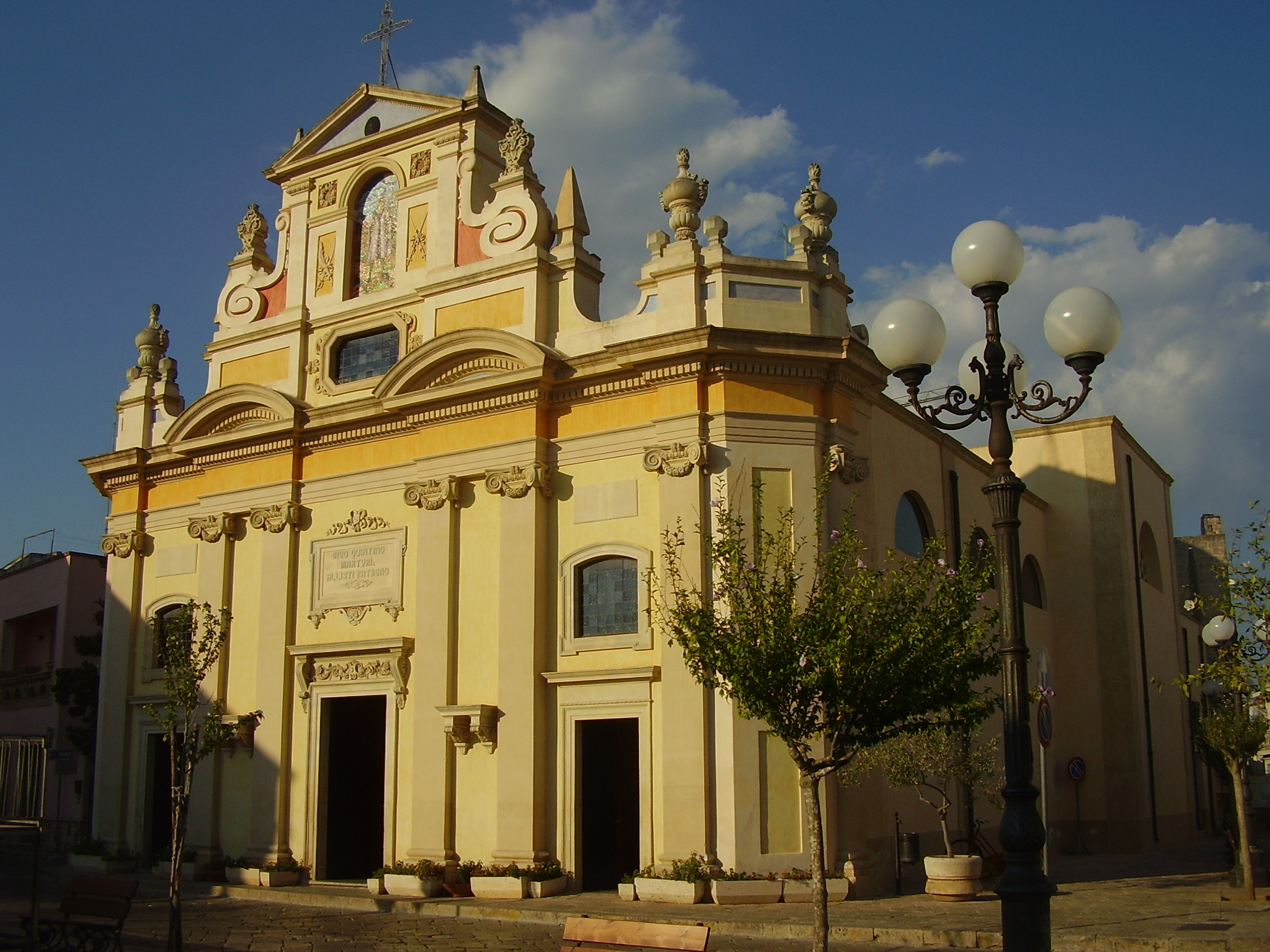
Kerk van San Quintino in Alliste
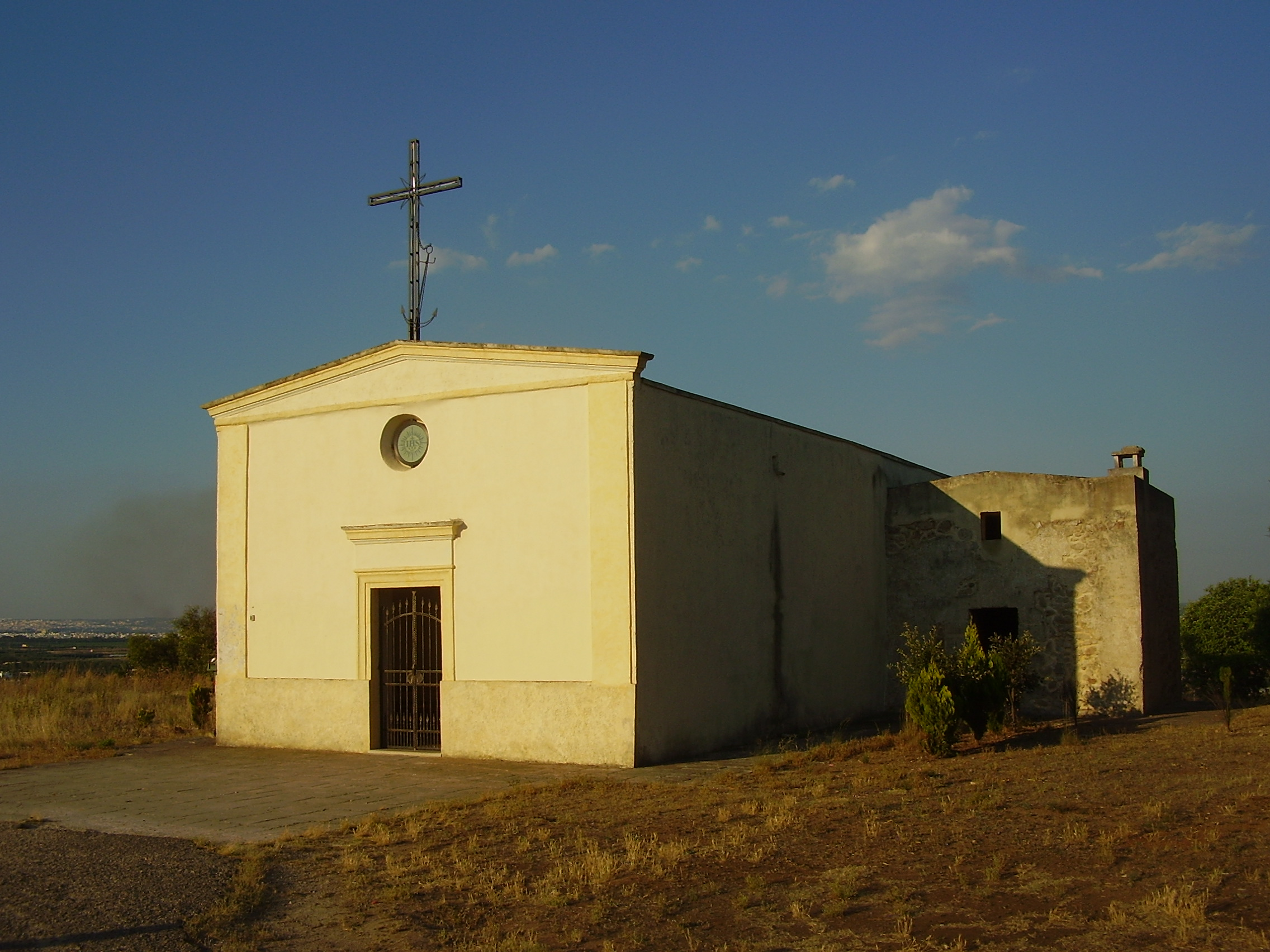
Kerk van Madonna dell'Alto in Alliste

## Demografie
Alliste telt ongeveer 2391 huishoudens. Het aantal inwoners daalde in de periode 1991-2001 met 2,6% volgens cijfers uit de tienjaarlijkse volkstellingen van ISTAT.
| Jaar | Inwoneraantal |
| ---- | ------------- |
| 1991 | 6213          |
| 2001 | 6054          |
| 2011 | 6754          |

## Geografie
De gemeente ligt op ongeveer 0/86 m boven zeeniveau.
Alliste grenst aan de volgende gemeenten: Racale, Ugento.